# كيرو (غونما)
مدينة كيرو (بالإنجليزية: Kiryū)‏ هي أحد المدن التابعة لمحافظة غونما. تأسست رسميًا في 01/03/1921. ويقدر عدد سكانها بـ 124892 نسمة حسب تقدير مكتب الإحصاء الياباني لعام 2012. تبلغ مساحة كيرو 274.57 كم2. بكثافة سكانية تبلغ 455 نسمة/كم2.

## توأمة
لكيرو (غونما) اتفاقيات توأمة مع كل من:
- كولومبوس
- بييلا [6]

## أعلام
- ناوكي ماتسودا
- ريو ميزونو
- ناوكي ياغي
- ماو موراكامي
- يوكيو أراكي